# 大金口鐘樓

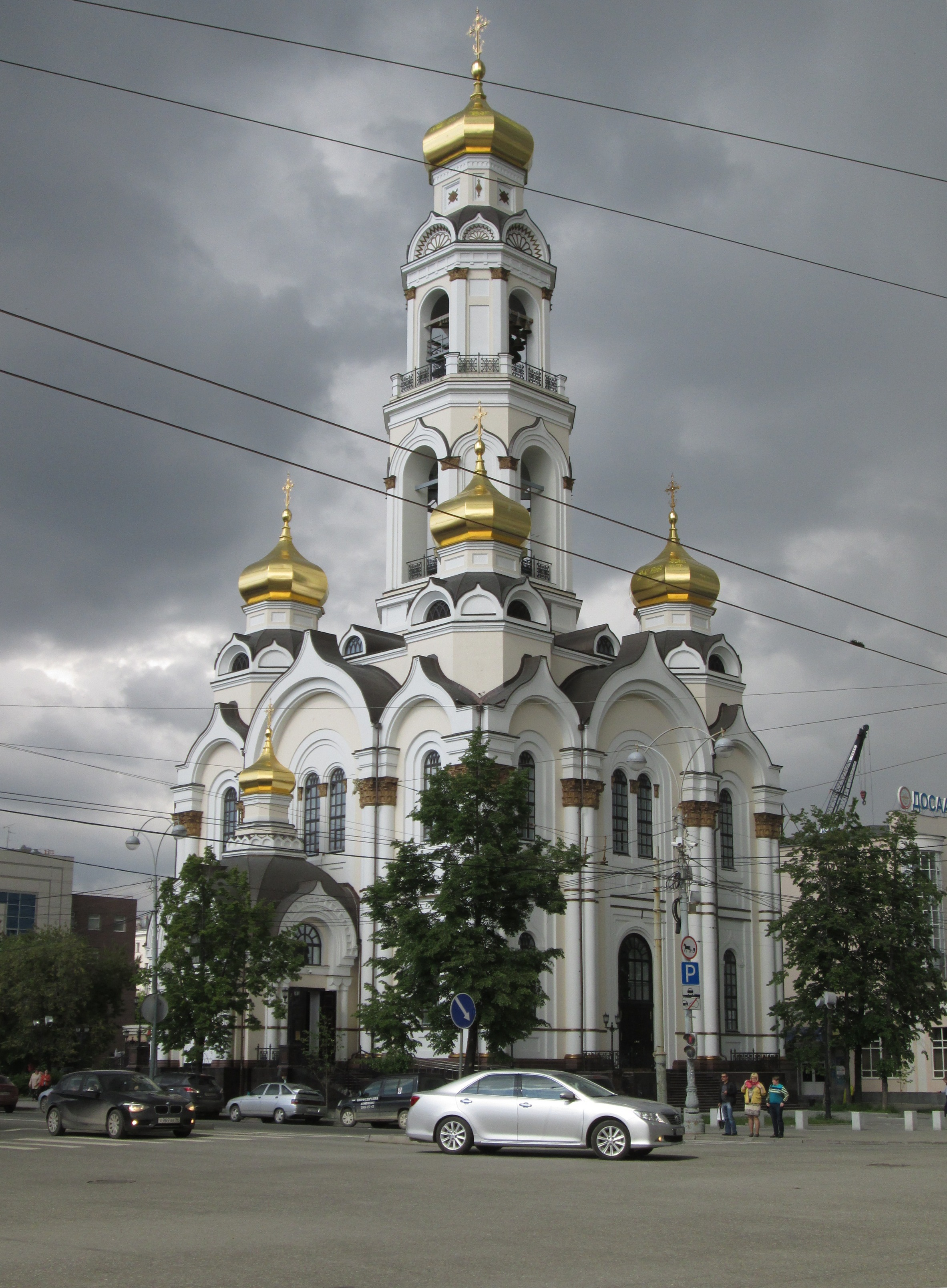
重建後的鐘樓（2013年）

56°50′03.82″N 60°36′03.65″E / 56.8343944°N 60.6010139°E
大金口鐘樓（俄语：Большой Златоуст）是俄羅斯葉卡捷琳堡的一座鐘樓，位於三月八日大街和馬雷舍娃大街交界東北角。
鐘樓高77公尺，是十月革命前烏拉爾山脈以東最高的建築物。鐘樓以東方基督教的三聖教父之一、君士坦丁堡大主教金口若望命名。始建於1847年，耗時近三十年建成。鐘樓地下的教堂則獻於以弗所之七圣童之一的聖馬西米連，他是沙皇尼古拉一世的駙馬馬克西米連·德·博阿爾內的主保聖人。
教堂在十月革命後停止崇拜，1930年被拆毀，以安放列寧和斯大林的塑像。21世紀初得到重建。